# Mostarak hadművelet
A Mostarak hadműveletet (angolul Operation Moshtarak, dariul عملیات مشترک – Amaliát Mostarak) 2010. február 13-án indították az Afganisztánban állomásozó ISAF és afgán csapatok. A hadművelet célja a tálibok fennhatósága alatt levő Márdzse város szövetséges ellenőrzés alá vonása volt.

## A hadművelet okai
A hadműveletet a Helmand tartományban található Márdzse város elfoglalása érdekében indították. James Cowan brit tábornok szerint a város elfoglalása „az ellenállás felszámolásának kezdete” lenne. A szövetségesek azt is remélik, hogy siker esetén 2011-re kivonulhatnak Afganisztánból, de legalábbis megkezdhetik azt.

## A hadművelet
Február 12-én este Hámid Karzai afgán elnök jóváhagyta a hadjárat tervét, másnap szövetséges helikopterek szálltak le Helmand tartományban, elindítva az offenzívát. A Márdzse irányába történő előrenyomulás óvatosan haladt, a terepen elrejtett házi készítésű bombák, pokolgépek (IED) miatt.
A fegyveres összecsapást egy MQ–1 Predator repülőgép és egy AH–64 Apache harci helikopter nyitotta meg, amik tüzet nyitottak néhány tálibra, akik az út mellett bombákat helyeztek el és légvédelmi fegyvereket állítottak fel. Nem sokkal később a brit és afgán különleges alakulatok megszállták és biztosították a helikopterek számára a leszállópályát. Helyi idő szerint 4 óra körül a RAF CH–47 Chinook helikopterei brit katonákat szállítottak a Showal nevű tálib erődítményhez. Amíg a britek a terület biztosításával voltak elfoglalva, egy 1000 fős amerikai és afgán különítmény leszállt Márdzse városában. 90 perccel később még több katona érkezett CH–53E Super Stallion szállító helikopterekkel, majd több száz katona megkezdte a város irányába történő előrenyomulást a szárazföldről is. Időközben amerikai és kanadai katonák támadták meg a Nad Ali kerületet. A nap végére Kári Juszof Ahmadi tálib szóvivő kijelentette, hogy a tálibok a civil áldozatok elkerülése végett inkább kivonulnak a városból. Este az ISAF jelentése szerint úgy tűnt, hogy az amerikai–afgán csapatok lassan átveszik az ellenőrzést a városközpont felett.
Február 14-én hivatalos közleményben jelentették, hogy Márdzse, az „Ópiumváros” elesett. A harcok azonban tovább folytak, melyeknek 12 polgári áldozata lett, amikor két rakéta lakóházaikba csapódott. McChrystal amerikai tábornok hivatalosan is bocsánatot kért az afgán elnöktől, „véletlen balesetnek” nevezve a történteket. Habár a parancsnokok megígérték, hogy kerülni fogják a polgári áldozatokat, pár nappal később egy újabb rosszul irányított rakétatámadás miatt legkevesebb 21 civil meghalt, mikor egy rakéta egy buszba csapódott.
Habár a tálibok a Showal erődből, valamint Márdzse nagy részéből is kivonultak, a harcok a várostól néhány mérföldre, valamint a város északi és középső részén tovább tartottak, egészen december 7-ig.
Tálib állítások szerint az offenzíva során 100 katonával végeztek, 53 harckocsit és más harcjárművet kilőttek, 2 pilóta nélküli repülőgépet és 1 helikoptert lelőttek. Ezeket a veszteségeket a NATO nem erősítette meg.